# Surfshark
Surfshark serviço VPN é uma ferramenta de privacidade digital fornecida pela empresa de cibersegurança Surfshark. Ele também oferece um sistema de detecção de vazamento de dados, uma ferramenta de pesquisa privada, um antivírus e um sistema automatizado de remoção de dados pessoais.
Em 2021, a Surfshark se fundiu com a ‘Nord Security’. No entanto, ambas as empresas ainda operam de forma independente.
A sede da Surfshark fica na Holanda, com escritórios adicionais na Lituânia, Polônia e Alemanha.

## História
A Surfshark foi lançada em 2018 quando apresentou seu primeiro aplicativo VPN para dispositivos iOS. Em 2018, as extensões do navegador Surfshark passaram por uma auditoria externa por uma empresa alemã de segurança cibernética, a Cure53.
Em 2019, a Surfshark lançou o “Surfshark Alert” e o “Surfshark Search” e iniciou suas atividades de pesquisa, lançando o primeiro índice Qualidade de Vida Digital (Digital Quality of Life (DQL)).
Mais tarde, em outubro de 2019, o Surfshark se tornou um dos dez primeiros pacotes de VPN a receber um selo oficial de aprovação concedido por um AV-TEST independente do IT-Security Institute.
Em 2020, o Surfshark mudou para servidores 100% RAM, introduziu o WireGuard e tornou-se membro fundador da VPN Trust Initiative. Mais tarde, em 2020, o Surfshark foi eleito o melhor VPN de 2020 pela CNN.
Em 2021, a Surfshark foi eleita a Melhor VPN pelo prêmio Trusted Reviews Awards. No mesmo ano, a Surfshark lançou o "Surfshark Antivirus" e "Incogni". O Surfshark também ganhou o prêmio PCMag Editors Choice e passou com sucesso em uma auditoria externa da Cure53.
Em meados de 2021, a Surfshark iniciou o processo de fusão com a Nord Security, empresa controladora da popular NordVPN. A fusão foi finalizada no início de 2022, com ambas as marcas continuando a operar de forma independente.
Em agosto de 2022, o Surfshark fez uma parceria exclusiva com o NetBlocks, um cão de guarda de direitos digitais, para obter mais relatórios sobre desligamentos da Internet.
Mais tarde, em 2022, a Surfshark fechou seus servidores físicos na Índia em resposta à ordem do CERT-In para que as empresas de VPN armazenassem dados pessoais dos consumidores por um período de cinco anos. No mesmo ano, o Surfshark lançou o Surfshark Nexus, junto com a Nord Security ganhou o status de Unicórnio, lançou a GUI do Linux, alcançou 100 localizações de servidores diferentes e foi incluído na lista de melhores VPNs gerais de 2022 da CNET.

## Tecnologia
Em dezembro de 2019, a Surfshark implementou o GPS-Spoofing para Android, permitindo que os usuários ocultassem a geolocalização física de seus dispositivos, alterando-a para uma das localizações do servidor. Em seus aplicativos, o Surfshark utiliza os protocolos IKEv2 e OpenVPN. Todos os dados transferidos pelos servidores Surfshark são criptografados usando um padrão de criptografia AES-256-GCM. Nesse mesmo ano, o Surfshark lançou o “Surfshark Alert” e o “Surfshark Search”.
Em 2021, a Surfshark lançou o "Surfshark Antivirus" e "Incogni". Nesse mesmo ano, a Surfshark também lançou um bloqueador de pop-up de cookies, um centro de notificação no aplicativo, novas extensões de navegador, um aplicativo macOS e começou a mover seus servidores para 10 Gbps.
Em fevereiro de 2022, a Surfshark lançou a tecnologia Surfshark Nexus.
Em maio de 2022, a Surfshark anunciou a GUI do Linux, adicionou proteção em tempo real ao Surfshark Antivirus e adicionou um recurso de pausa ao aplicativo VPN.
Em agosto de 2022, o Surfshark adicionou um recurso de conexão WireGuard manual.

## Prêmios
- Solução 	VPN do ano no CyberSecurity Breakthrough Awards 2022[25]
- CNet Editor's 	Choice Out '22[26]
- Serviço 	de VPN Mais Popular do CanalTech 2022 (Brasil)[27]
- Produto 	verificado pela PCWorld 2022 (Polônia)[28]
- Certificação 	Surfshark Antivirus Virus Bulletin[29]
- Líder 	da categoria de outono SourceForge 2022[30]
- TechRadar 	Work from Home Must-Have App 2021[31]
- Revisão 	confiável Melhor VPN 2022[32]
- Prêmio 	Ouro de Excelência em Segurança Cibernética 2021[33]